# Czawrasz
Czawrasz (pers. چاورش) – wieś w Iranie, w ostanie Azerbejdżan Zachodni. W 2006 roku liczyła 265 mieszkańców w 59 rodzinach.